# Синегорск (станция)
Синегорск — бывшая грузовая железнодорожная станция Сахалинского региона Дальневосточной железной дороги. Расположена в конце тупиковой ветки от Новоалександровки, названа по одноимённому селу.

## Деятельность
Со станции осуществлялись небольшие грузовые отправления с местных угольных шахт.
Пассажирское сообщение по станции отсутствует с 1997 года. До этого со станции курсировали 2 пары пригородных дизель-поездов Киха58 до Южно-Сахалинска. С 2004 года (с момента закрытия шахты «Синегорская») станция не использовалась, пути находились в плохом состоянии. По словам местных жителей, последний поезд был на станции в 2006 году.
В 2013 году пути были частично разобраны на длине около 15 километров от Новоалександровки. По состоянию на 2018 год, дорога и станция полностью ликвидированы.